# Никольское (Терпигорево)
Нико́льское — бывшая деревня, с 1967 года — часть посёлка Добринки Добринского района Липецкой области. Стоит на притоке реки Плаутка.

## История
Основана в 1770-е годы.
В документах 1782 г. отмечается сельцо Никольское, 8 дворов, поселённое на земле, проданной межевой канцелярией. Эту землю, находящуюся на р. Плаутке, купил Николай Николаевич Терпигорев. Название — по имени владельца.
Также имело другое название — Бланково, по фамилии следующих владельцев.
Согласно «Сведениям о помещичьих имениях» за 1860 год владелец сельца — Григорий Борисович Бланк. 
В том году в сельце было 18 дворов, в которых проживали 100 душ обоего пола. В имении проживало 18 дворовых.
В конце XIX века сельцо Никольское находилось в Павловской волости. По сведениям Тамбовской епархии за 1911 год сельцо Никольское (тож. Терпигорево) находилось в 3 верстах от Никольской церкви села Чуевка. Здесь было 78 дворов, и проживало 267 мужчин и 268 женщин.
В начале XX века в Никольском обосновались Бабенышевы.
После национализации в имении была образована коммуна.

## Утраченная усадьба Терпигоревых-Бланков

### Терпигоревы
Усадьба возникла в 1770—1780-е годы.
Основателем усадьбы был секунд-майор Николай Семёнович Терпигорев (1728—?), который и приобрёл земли в Усманском уезде.

В начале 1790-х годов сельцо Никольское насчитывало 40 дворов, в которых проживали 97 крепостных крестьян мужского пола и 107 женского пола. 
Описание усадьбы: под деревянным господским домом, стоявшим «на речке Плавутке, на коей пруд», было 3 десятины земли, "пашенной 280 дес. 1258 саж., сенокосной 500 д. 442 саж., лесу 16 дес. 700 саж, всего 997 дес. 789 саж. Терпигоревские владения лежали «по обе стороны той же речки»
Его сын и владелец усадьбы Николай Николаевич Терпигорев (1778—1827) в службу вступил в 1789 году капралом, 17 января 1797 года был «отпущен в армию подпоручиком». Прослужив несколько месяцев в Выборгском мушкетёрском полку, Николай Николаевич Терпигорев ушёл в отставку «на собственное пропитание». Его супругой была Александра Максимовна, урождённая Бунина, выпускница Смольного института благородных девиц 1800 года.
Следующий владелец усадьбы — Николай Николаевич Терпигорев (1814 — после 1864). Выпускник Благородного пансиона Санкт-Петербургского университета (1834), служил в Департаменте народного просвещения, коллежский регистратор, позднее — чиновник Харьковского учебного округа, титулярный советник (1843), почётный смотритель Усманского уездного училища (1837—1846).
Автор воспоминаний «Рассказы из прошлого».
В усадьбе успешно занимался коневодством — в его конном заводе насчитывалось около 100 лошадей.

Из воспоминаний Сергея Терпигорева.
Было одно место, куда отец брал меня одного с собой довольно часто, особенно в хорошую весеннюю солнечную погоду, — на конюшню.

В то время конюшни были совсем не то, чем они стали теперь. Тогда это был клуб, куда съезжались соседи. Бывало, иные приедут, проведут на конюшне в осмотре лошадей часа три, четыре и пять и уедут, не заходя даже в дом. В мало-мальски порядочных конюшнях бывали для таких собраний приезжавших соседей манежи — особые теплые помещения, которые были так приспособлены, что в случае какого-нибудь спора, недоразумения, возникшего в разговоре о какой-нибудь лошади, её можно бывало ввести туда, а не выходить самим, опять одеваться в теплое платье. Устроены были диваны турецкие, стояли столики; иногда туда приносили и вино, закуски, ставили самовар, пили пунш. Это станет совершенно понятно, если знать, что завод конский и самая покупка лошадей в то время не носили на себе того коммерческого отпечатка, которым они, конечно, отличаются теперь: тогда это было любимое дело, благородное занятие, общепринятая приличная страсть. «Завод» — этим именем без прилагательных: винокуренный, картофельный, то есть крахмальный, и проч., назывался только один конский завод, и если говорили завод просто, то это значило, что говорят о конском заводе, и это все хорошо понимали — конский завод гораздо ближе поэтому подходил к собачьей охоте, к карточной игре, чем к прибыльному наживному предприятию, и если лошадей продавали, то только потому, что куда же наконец их девать, да и деньги всем дворянам и тогда точно так же были нужны…

Была библиотека, в которой находилась рукопись Н. В. Гоголя «Прачка».
Гоголь принес свой рассказ «Прачка», написанную на нескольких почтовых листочках, и читал её вслух. Живой и веселый юмор этого маленького рассказа заставил слушателей хохотать до слез; но, к несчастью, некоторая бесцеремонность и двусмысленность выражений были причиною того, что рассказ не мог быть признан в то время удобным к печати. Гоголь хотел было уничтожить рукопись, но Семенов Архивная копия от 1 ноября 2016 на Wayback Machine попросил её у него себе на память. Затем рукопись оставалась у Семенова до отъезда его из Петербурга. В числе других книг и рукописей подарил он при отъезде и эту рукопись своему родственнику Н. Н. Терпигореву. Сын его, С. Н. Терпигорев, студент Петербургского университета, читал эти листочки в тамбовской деревне отца и помнит содержание «Прачки». Вот оно. Действующие лица рассказа — петербургский чиновник и прачка, моющая на него белье; при сдаче прачкой вымытого белья не оказывается одной штуки; чиновник требует её; прачка обижается, и между ними происходит перебранка; оскорбленное самолюбие прачки доходит до высшей степени, сыплются крупные слова, колкости и т. п.; чиновник требует своей штуки, прачка говорит, что у неё нет никакой его штуки, и т. д. 
Супруга — Варвара Ивановна, урожденная Рахманинова, выпускница Смольного института благородных девиц.
Дети:
- сын — Сергей Николаевич (1814—1895) — русский писатель и публицист.
- дочь — Варвары Николаевны (1842—1911) — в замужестве Авенариус. Муж — профессор Императорского университета Святого Владимира Михаил Петрович Авенариус.
- дочь — Наталья Николаевна (1850—?) Бобрецкая. Муж профессор, ректор Императорского университета Святого Владимира Николай Васильевич Бобрецкий.
- дочь — Александра Николаевна (1851—?)
- сын — Алексей Николаевича (1852—?) поручик Одесского уланского полка, позднее чиновник таможенного ведомства
- сын — Владимир Николаевича (1856—?) коллежский регистратор удельного ведомства[10].

В 1854 году в «Тамбовских губернских ведомостях» было помещено объявление о продаже заложенного и просроченного имения.

### Бланки
Следующими владельцем стал Григорий Борисович Бланк — публицист, противник отмены крепостного права.
Его семья:
Супруга — Наталья Васильевна, урожденная Карцева.
Дети:
- сын — Василий Григорьевич Бланк (1844 — после 1917) коллежский асессор, гласный Усманского земства (1884)[11]. Предводитель дворянства Усманского уезда (1875—1878)[12]. Действительный статский советник (1915). Член Совета Полтавского женского института (1916)[13].
- сын — Борис Григорьевич Бланк (1847—1908) — губернский земский гласный (1904)[14], попечитель медицинского участка[15], уполномоченный Усманского земства в комитет по призрению семейств нижних чинов призванных из запаса в армию[16], попечитель Усманской городской больницы[17], член комиссии санитарного съезда 1901 г.[18]. Участник Всемирной выставки (1900; Париж)[19].
- дочь — Анна Григорьевна Бланк (1845—1906)[12]
- дочь — Надежда Григорьевна (1850—1896) в замужестве Сиверс. Муж — генерал-лейтенант, начальник артиллерии 18 армейского корпуса Михаил Александрович Сиверс[20].
- сын — Николай Григорьевич Бланк (1851—1916) — штабс-ротмистр, попечитель Дмитриевско-Дуровского училища[21].

В волости находился и хутор Василия Григорьевича Бланка. 
Описание имения : усадебной земли (дес.): 21.33, пахатной земли (дес.): 590.75, площадь под посевом (дес.): 276, сенокоса (дес.): 28.00, пастбища (дес.): 0.00 , лес (дес.): 0.60. Общая площадь имения: 721.20. Администрация (чел.): 6, постоянных наемных работников (чел.): 11, временных наемных работников (чел.): 5. Поголовье лошадей: 49, поголовье крупнорогатого скота: 17, поголовье овец: 0, поголовье свиней: 74.
В 1893 году имение и конный завод был распродан Василием Григорьевичем Бланком .

### Бабёнышевы
В начале XX века в Никольском обосновались Бабенышевы: Иван Васильевич, Николай Иванович и Сергей Иванович.
В сельцо были переведены конные заводы из Козловского уезда Тамбовской губернии и хутора Васильевка Донецкого округа Донской области
Бабёнышевы были участниками скачек на Санкт-Петербургском ипподроме Императорского С. Петербургского общества поощрения рысистого коннозаводства .
Знаменитые лошади — орловские рысаки Камчадал (участник бегов с 1903 года) и Прозор (с 1909).

## Советский период
После национализации в имении обосновались рабочие из Петрограда. Так и образовалась петрокоммуна «Прогресс». Первоначально в коммуне состояло 6 семей.
В 1929 году в коммуну вошли 30 демобилизованных красноармейцев, активизировав её деятельность. В их числе был Григорий Ильич Черников, позднее заместитель председателя колхоза.
В 1929 году был построен инкубатор на 50 000 цыплят.
В 1930 году коммуна преобразована в колхоз.
Колхоз «Прогресс» был одним из передовых в районе и стране, по урожаю сахарной свеклы в 1936 году вышел на первое место в Воронежской области. На площади 10 гектар здесь собрали 4095 центнеров 18 кг сладких корней, что составило по 409 центнеров с каждого гектара.
В августе 1939 года колхоз был участником ВСХВ, удостоен Золотой медали ВДНХ.
В «Прогрессе» работали Герои Социалистического труда: председатель колхоза Бугро Трофим Ермилович, бригадир Дымов Семен Дмитриевич, звеньевая Баскакова Евдокия Семеновна.

## Известные уроженцы
В 1841 году в Никольском родился русский писатель С. Н. Терпигорев.